# شبكة حلقية

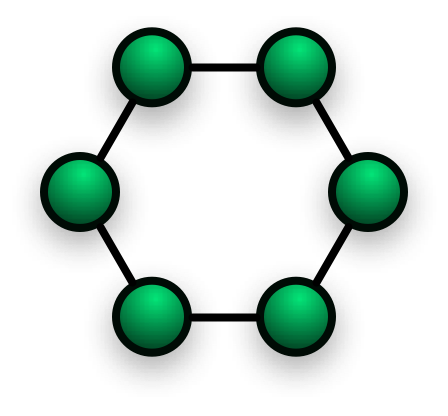
صورة توضيحية للشبكة الحلقية

شبكة حلقية (بالإنجليزية: Ring network)‏: هي إحدى أشكال طوبولوجيا الشبكات، حيث لا تحتوي الشبكة على ناقل رئيسي (موزع)، وتكون الأجهزة متصلة ببعضها مشكلة حلقة مغلقة، في هذا الشكل تنتقل البيانات في اتجاه واحد ويستقبل كل جهاز متصل بالشبكة هذه البيانات، يعتبر هذا النموذج حاليا نادر الاستخدام.

## مميزات
- يتم نقل البيانات بسرعة عالية جدا.
- نسبة تصادم المعلومات تكون ضعيفة جدا.

## مساوئ
- عند تعطل أحد الأجهزة الموصولة بالشبكة فإن الشبكة تتعطل بكاملها.[3]